# Томас Фридман
Томас Лорен Фридман (енгл. Thomas Loren Friedman; Сент Луис Парк, 20. јул 1953) је амерички политички коментатор и писац. Троструки је добитник Пулицерове награде и недељни колумниста Њујорк тајмса. Обимно је писао о спољним пословима, глобалној трговини, Блиском истоку, глобализацији и питањима животне средине.

## Биографија
Фридман је рођен 20. јула 1953. у Минеаполису.
Фридман је Јеврејин. Похађао је хебрејску школу пет дана у недељи до своје Бар Мицве.
Фридман је студирао на Универзитету у Минесоти две године, али је касније прешао на Универзитет Брандеис и дипломирао са похвалом 1975. године са дипломом из студија Медитерана.
Фридман се придружио лондонском бироу након што је завршио магистарске студије. Послат је годину дана касније у Бејрут, где је живео од јуна 1979. до маја 1981. док је извештавао о грађанском рату у Либану. Њега је Њујорк Тајмс ангажовао као репортера 1981. и поново је послат у Бејрут на почетку израелске инвазије на Либан 1982. године. Његово извештавање о рату, посебно о масакру у Сабри и Шатили, донело му је Пулицерову награду за међународно извештавање (коју дели са Лорен Џенкинс из Вашингтон поста).

### Косовски рат
Током НАТО бомбардовања Југославије 1999. године, Фридман је у Њујорк тајмсу 23. априла 1999. написао следеће: „Свиђало нам се то или не, ми смо у рату са српским народом (Срби свакако тако мисле), а улози морају бити будите врло јасни: сваке недеље када пустошите Косово је још једна деценија, ми ћемо вашу земљу уназадити тако што ћемо вас смрвити. Хоћеш 1950. годину? Можемо 1950. Хоћеш 1389. годину? Можемо и 1389." Фридман је позвао САД да униште „у Београду: сваку електричну мрежу, водовод, мост [и] пут“, припоје Албанију и Северну Македонију као „протекторате САД“, „окупирају Балкан годинама“ и „дају шансу рату." 
Праведност и тачност у извештавању (FAIR) означила је Фридманове примедбе као "ратно-хушкачке" и "грубу расну мржњу и агитацију за ратне злочине". Стив Чепмен, критичар НАТО-а, описао је Фридмана као „најватренијег заговорника ваздушног рата“ и иронично упитао у Чикаго Трибјуну: „Зашто стати на 1389. години? Зашто не оживети идеју, предложену, али никада усвојену у Вијетнаму, о бомбардовању непријатеља све до каменог доба?"  Норман Соломон је 2007. године тврдио да се у Фридмановом чланку „може уочити тон садизма“.